# Elif (TV-serie)
Elif är en turkisk TV-serie som sändes på Kanal 7 sedan 15 september 2014.

## Rollista (i urval)
- Isabella Damla Güvenilir som Elif
- Çağla Şimşek som Reyhan
- Selin Sezgin som Melek
- Altuğ Seçkiner som Kenan Emiroğlu
- Volkan Çolpan som Kenan Emiroğlu
- Aysun Güven som Aliye Emiroğlu
- Hasan Ballıktaş som Veysel Şimşek
- Ozanay Alpkan som Ayse Doğan